# Poa myriantha
Poa myriantha är en gräsart som beskrevs av Eduard Hackel. Poa myriantha ingår i släktet gröen, och familjen gräs. Inga underarter finns listade i Catalogue of Life.